# Liste des aires protégées du Cameroun
« Toute l'Afrique dans un seul pays » vantent les dépliants touristiques, à propos du Cameroun. De fait, l'environnement du pays offre une grande diversité de paysages, depuis le lac Tchad et ses savanes au nord jusqu'à la côte du sud-ouest, en passant par la forêt du bassin du Congo au sud et à l'est. Le réseau des aires protégées du Cameroun protège des sites naturels dans ces différentes zones biogéographiques, ce réseau s'est constitué au cours du temps depuis les années 1930, alors que le pays était encore une colonie. Le mouvement de protection de la nature et plus spécifiquement de création d'aires protégées s'est poursuivi depuis l'indépendance en 1960.

## Histoire
Après l'indépendance, les premiers textes législatifs en rapport avec la protection de la forêt sont les ordonnances du 22 mai 1973 fixant le régime forestier national, puis la loi du 27 novembre 1981 portant régime des forêts, de la faune et de la pêche. Ces textes sont remplacés par une nouvelle loi en 1994. En 2015, une nouvelle loi était en préparation.
Dans les années 2000, de nouvelles aires protégées ont été mises en place pour respecter un plan prévu par la « commission des forêts d'Afrique centrale ».

## Diversité des aires protégées

### Parcs nationaux
| #  | Nom                                 | Photo | Superficie (ha) | Année création |
| -- | ----------------------------------- | ----- | --------------- | -------------- |
| 1  | PN. de la Benoué                    |       | 180 000         | 1968           |
| 2  | PN. de Bouba-Ndjida                 |       | 220 000         | 1968           |
| 3  | PN. de Campo-Ma’an                  |       | 264 064         | 2000           |
| 4  | PN. du Faro                         |       | 330 000         | 1980           |
| 5  | PN. de Kalamaloué                   |       | 4 500           | 1968           |
| 6  | PN. de Korup                        |       | 125 900         | 1986           |
| 7  | PN. de Lobéké                       |       | 217 854         | 2001           |
| 8  | PN. du Mbam et Djérem               |       | 416 512         | 2000           |
| 9  | PN. de Mozogo Gokoro                |       | 1 400           | 1968           |
| 10 | PN. de Mpem et Djim                 |       | 97 480          | 2004           |
| 11 | PN. de la vallée de Mbéré           |       | 77 760          | 2004           |
| 12 | PN. de Waza                         |       | 170 000         | 1968           |
| 13 | P.N. de Boumba Bek                  |       | 238 255         | 2005           |
| 14 | P.N. de Nki                         |       | 309 362         | 2005           |
| 15 | P.N. de Bakossi                     |       | 29 320          | 2007           |
| 16 | P.N. de Takamanda                   |       | 67 599          | 2008           |
| 17 | P.N. du Mont Cameroun               |       | 58 178          | 2009           |
| 18 | P.N. de Deng Deng                   |       | 52 347          | 2010           |
| 19 | P.N. de Kimbi Fungong               |       | 101 005         | 2015           |
| 20 | P.N. marin Manyange na Elombo-Campo |       | 110 300         | 2021           |

### Réserves de faune
| #  | Nom                    | Superficie (ha) | Année création |
| -- | ---------------------- | --------------- | -------------- |
| 20 | R.F. du Dja            | 526 000         | 1987           |
| 21 | R.F. de Douala-Edéa    | 160 000         | 1932           |
| 22 | R.F. de Kimbi          | 5 625           | 1964           |
| 23 | R.F. de Lac Ossa       | 4 000           | 1968           |
| 24 | R.F. du cratère de Mbi | 370             | 1964           |
| 25 | R.F. de Santchou       | 7 000           | 1967           |
| 26 | R.F. de Ngoyla         | 156 672         | 2014           |

### Sanctuaires de faune
| #   | Nom                                | Superficie (ha) | Année création |
| --- | ---------------------------------- | --------------- | -------------- |
| 29  | St. de Mbanyang-Mbo                | 66 000          | 1996           |
| 230 | St. de Kagwene                     | 1 522           | 2008           |
| 31  | St. à Gorilles de Mengame          | 130 000         | 2008           |
| 32  | Sanctuaire de faune de Tofala Hill | 8087            | 2014           |

## Conventions internationales

### Réserve de biosphère
Les réserves de biosphère sont une reconnaissance internationale de l'Unesco pour valoriser des sites où l'humain vit en harmonie avec la nature et à la biodiversité exceptionnelle. Bien qu'elles n'imposent pas de législation propre, elles s'implantent sur des aires protégées préexistantes. 
Ainsi, le Cameroun possède 5 réserves de biosphère reconnues par l'Unesco :
- Waza, 1979
- Bénoué, 1981
- Dja, 1981
- Doumba-Rey, 2022
- Forêt tropicale de Korup, 2023

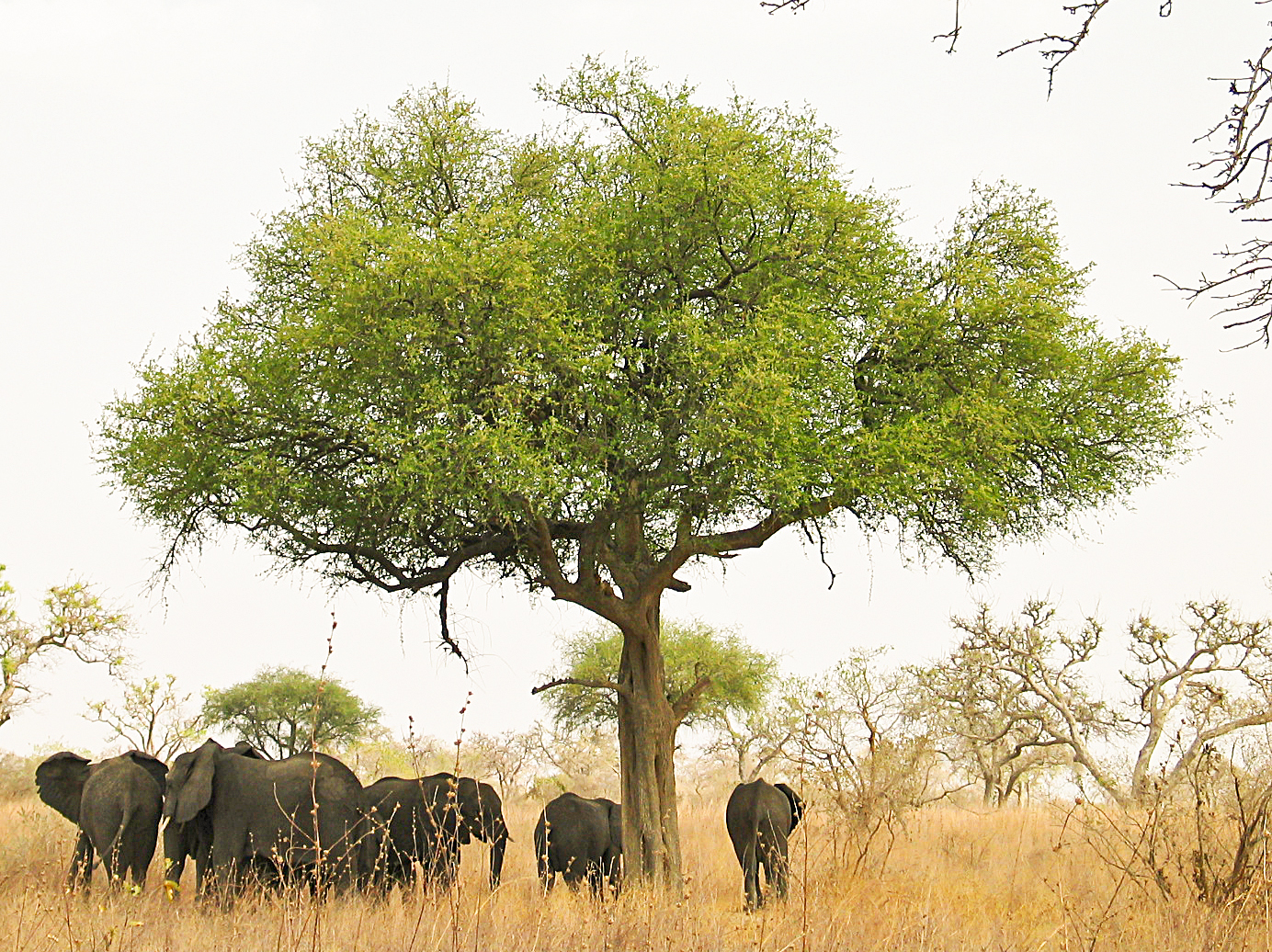
Réserve de biosphère de Waza, 1979
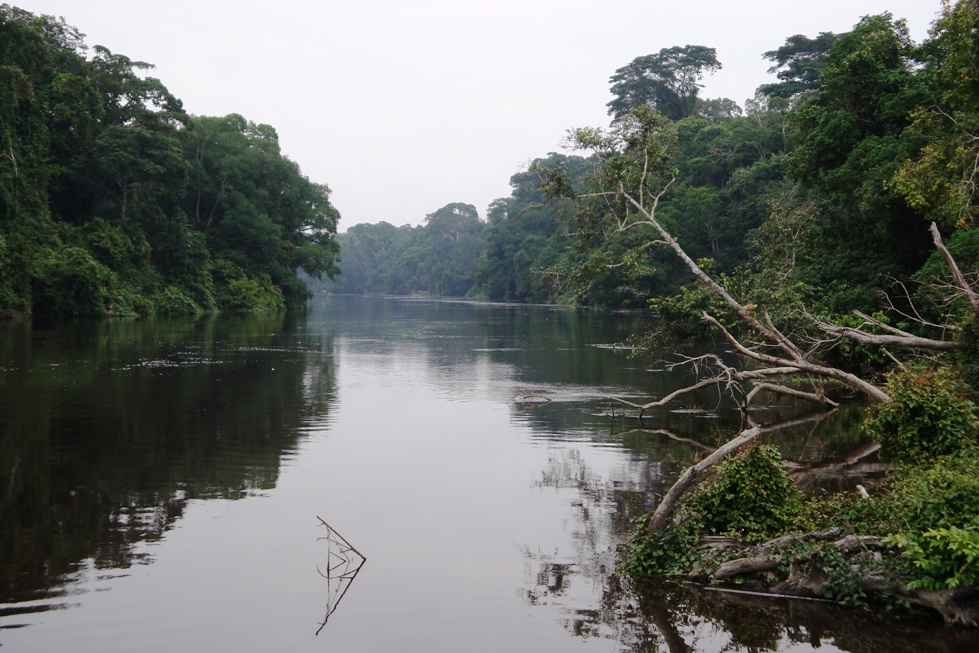
Réserve de biosphère du Dja, 1981

### Sites Ramsar
La convention Ramsar vise à établir une liste des zones humides d'importances internationales, elle a été ratifiée en 2006 par le Cameroun. En janvier 2020, ce pays compte sept sites Ramsar, pour une surface totale de 8 270,6 km²,.

## Aménagement et gestion

### Le MINFOF
Le Ministère des Forêts et de la Faune (MINFOF) a la responsabilité des aires protégées. Il s'agit de l'entité ministérielle camerounaise chargée de l'élaboration, de la mise en œuvre et de l'évaluation de la politique du Gouvernement en matière de forêt et de faune. En particulier, ce département ministériel sous la direction de Jules Doret Ndongo est tenu de veiller à l’aménagement et à la gestion des aires protégées.

### Implication des ONG dans la gestion des aires protégées au Cameroun
Après le sommet de Rio de 1992, des tentatives ont été faites par l'état pour introduire de la décentralisation dans la gestion des aires protégées. Un support technique et financier est apporté par des ONG, dans cet objectif.
Les ONG présentent dans la gestion des aires protégées au Cameroun, sont, par exemple, le Wildlife Conservation Society (WCS), le Fonds mondial pour la nature (WWF) et la coopération allemande (GIZ).

### Participation des populations locales et des peuples autochtones
Le Cameroun est un État très centralisé et les collectivités ou communautés locales sont rarement impliquées dans la gestion des aires protégées.
Dans l'est et le sud du pays, des aires protégées ont été créées sans tenir compte des communautés déjà installées sur place. Des déplacements de population ont eu lieu et l'accès aux ressources naturelles a été dramatiquement réduit pour les communautés riveraines. En 2016, l'ONG Survival International a ainsi porté plainte contre le WWF et l'État, accusés de violer les droits des pygmées dans les parcs nationaux de Lobéké et Boumba Bek et Nki.
Le parc national de Korup a été établie, en 1986, sur un territoire qu'occupait précédemment 6 villages. Les habitants de la zone ont été expulsés, ils n'ont pas été relogés, au moins jusqu'en 2019.

## Évaluation du dispositif

### Déforestation
Entre 2000 et 2013, les parcs nationaux n'ont pas eu d'effets significatifs de réduction de la déforestation, hormis un effet minime dans la région de l'Est. Les concessions forestières, certifiées FSC ou non, ont eu un effet, minime également, sur la réduction de la déforestation. La déforestation est plus importante dans la région Littoral. Les concessions forestières y perdent de la surface forestière significativement moins rapidement que les autres zones. La région la moins sensible à la déforestation est l'Est, probablement à cause de son éloignement par rapport aux centres économiques.